# Pat Bullard
Pour les articles homonymes, voir Bullard.
Pat Bullard, né le 6 février 1959 à Mississauga (Canada), est un scénariste, producteur et acteur canadien.

## Biographie
Né à Mississauga, Ontario, Bullard a écrit pour des sitcoms telles que Roseanne, Reba, Un toit pour trois, Une maman formidable et C'est moi le chef !. Il a fait des apparitions dans Reba, L'expérience Jamie Kennedy et d'autres émissions.
Il a animé quatre jeux télévisés : "Baloney", "Hold Everything", "Love Connection" (1998-1999) et "Card Sharks" (2001); ainsi que son talk-show éponyme, The Pat Bullard Show (1996). Il a animé l'émission de téléréalité Here Come the Newlyweds sur ABC (2008-09).
Bullard a été producteur de diverses séries télévisées, notamment Grace Under Fire, Reba et C'est moi le chef !.

## Filmographie

### comme scénariste
- 2003 : Reba
- 1998 : That's Life (série TV)

### comme producteur
- 1993 : Une maman formidable ("Grace Under Fire") (série TV)
- 1998 : That's Life (série TV)

### comme acteur
- 1983 : Love Connection (série TV) : Host (1998-1999)
- 1993 : Roseanne
- 1993 : Une maman formidable
- 2003 : Reba